# شیلینگ کنیا
شیلینگ کنیا (به انگلیسی: Kenyan shilling) (به سواحلی: Shilingi ya Kenya) با کد ایزوی KES، یکای پول رایج در کشور کنیا است. مسئولیت کنترل این یکای پول برعهدهٔ بانک مرکزی کنیا قرار دارد. هر شیلینگ به صد سنت بخش می‌شود.
شیلینگ کنیا در سال ۱۹۶۶ جایگزین شیلینگ آفریقای شرقی شد.

## سکه‌ها
نخستین سکه‌های شیلینگ کنیا در تاریخ ۱۰ آوریل ۱۹۶۷ در ضرابخانه سلطنتی بریتانیا از جنس کوپرونیکل ضرب شدند که بر رویشان نگاره جومو کنیاتا، نخستین رییس‌جمهور این کشور نقش می‌بست.

## اسکناس‌ها
| چاپ ۱۹۹۶ با چهره‌نمای دنیل آراپ موی | چاپ ۱۹۹۶ با چهره‌نمای دنیل آراپ موی | چاپ ۱۹۹۶ با چهره‌نمای دنیل آراپ موی | چاپ ۱۹۹۶ با چهره‌نمای دنیل آراپ موی | چاپ ۱۹۹۶ با چهره‌نمای دنیل آراپ موی            | چاپ ۱۹۹۶ با چهره‌نمای دنیل آراپ موی |
| نگاره                              | نگاره                              | بها                                | شرح                                | شرح                                           | شرح                                |
| رو                                 | پشت                                | بها                                | رو                                 | پشت                                           | ته‌نقش                              |
| ---------------------------------- | ---------------------------------- | ---------------------------------- | ---------------------------------- | --------------------------------------------- | ---------------------------------- |
|                                    |                                    | ۲۰                                 | دنیل آراپ موی، نشان ملی کنیا       | مجموعه ورزشی بین‌المللی موی، نایروبی           | شیر                                |
|                                    |                                    | ۵۰                                 | دنیل آراپ موی، نشان ملی کنیا       | کاروان، یادمان عاج فیل در خیابان موی، مومباسا | شیر                                |
|                                    |                                    | ۱۰۰                                | دنیل آراپ موی، نشان ملی کنیا       | یادمان بیست و پنجمین سالگرد استقلال، نایروبی  | شیر                                |
|                                    |                                    | ۲۰۰                                | دنیل آراپ موی، نشان ملی کنیا       | یادمان هم‌بستگی، نایروبی                       | شیر                                |
|                                    |                                    | ۵۰۰                                | دنیل آراپ موی، نشان ملی کنیا       | ساختمان پارلمان، نایروبی                      | شیر                                |
|                                    |                                    | ۱,۰۰۰                              | دنیل آراپ موی، نشان ملی کنیا       | فیل                                           | شیر                                |

| چاپ ۲۰۰۴ با چهره‌نمای جومو کنیاتا | چاپ ۲۰۰۴ با چهره‌نمای جومو کنیاتا | چاپ ۲۰۰۴ با چهره‌نمای جومو کنیاتا | چاپ ۲۰۰۴ با چهره‌نمای جومو کنیاتا | چاپ ۲۰۰۴ با چهره‌نمای جومو کنیاتا              | چاپ ۲۰۰۴ با چهره‌نمای جومو کنیاتا |
| نگاره                            | نگاره                            | بها                              | شرح                              | شرح                                           | شرح                              |
| رو                               | پشت                              | بها                              | رو                               | پشت                                           | ته‌نقش                            |
| -------------------------------- | -------------------------------- | -------------------------------- | -------------------------------- | --------------------------------------------- | -------------------------------- |
|                                  |                                  | ۵۰                               | جومو کنیاتا، نشان ملی کنیا       | کاروان، یادمان عاج فیل در خیابان موی، مومباسا | بها، شیر                         |
|                                  |                                  | ۱۰۰                              | جومو کنیاتا، نشان ملی کنیا       | برج، تندیس جومو کنیاتا                        | بها، شیر                         |
|                                  |                                  | ۲۰۰                              | جومو کنیاتا، نشان ملی کنیا       | برداشت پنبه                                   | بها، شیر                         |
|                                  |                                  | ۵۰۰                              | جومو کنیاتا، نشان ملی کنیا       | ساختمان پارلمان، نایروبی                      | بها، شیر                         |
|                                  |                                  | ۱,۰۰۰                            | جومو کنیاتا، نشان ملی کنیا       | فیل                                           | بها، شیر                         |

| چاپ ۲۰۱۹ (سری کنونی) | چاپ ۲۰۱۹ (سری کنونی) | چاپ ۲۰۱۹ (سری کنونی) | چاپ ۲۰۱۹ (سری کنونی) | چاپ ۲۰۱۹ (سری کنونی)                                                  | چاپ ۲۰۱۹ (سری کنونی)                                    | چاپ ۲۰۱۹ (سری کنونی) |
| نگاره                | نگاره                | بها                  | رنگ                  | شرح                                                                   | شرح                                                     | شرح                  |
| رو                   | پشت                  | بها                  | رنگ                  | رو                                                                    | پشت                                                     | ته‌نقش                |
| -------------------- | -------------------- | -------------------- | -------------------- | --------------------------------------------------------------------- | ------------------------------------------------------- | -------------------- |
|                      |                      | ۵۰                   | قرمز                 | نشان ملی کنیا، تندیس جومو کنیاتا، مرکز همایش بین‌المللی کنیاتا، بوفالو | انرژی سبز (انرژی بادی، انرژی زمین‌گرمایی، انرژی خورشیدی) | بها، شیر             |
|                      |                      | ۱۰۰                  | بنفش                 | نشان ملی کنیا، تندیس جومو کنیاتا، مرکز همایش بین‌المللی کنیاتا، پلنگ   | کشاورزی و دامپروری                                      | بها، شیر             |
|                      |                      | ۲۰۰                  | آبی                  | نشان ملی کنیا، تندیس جومو کنیاتا، مرکز همایش بین‌المللی کنیاتا، کرگدن  | خدمات همگانی (بهداشت، آموزش، ورزش)                      | بها، شیر             |
|                      |                      | ۵۰۰                  | سبز                  | نشان ملی کنیا، تندیس جومو کنیاتا، مرکز همایش بین‌المللی کنیاتا، شیر    | گردشگری (طبیعت، شیر)                                    | بها، شیر             |
|                      |                      | ۱,۰۰۰                | قهوه‌ای               | نشان ملی کنیا، تندیس جومو کنیاتا، مرکز همایش بین‌المللی کنیاتا، شیر    | ساختمان پارلمان، نایروبی                                | بها، شیر             |